# LB&SCR-Klasse B1
Die Klasse B1 der London, Brighton and South Coast Railway (LB&SCR), auch bekannt als Gladstones, war eine Klasse von Dampflokomotiven mit der für Schnellzuglokomotiven ungewöhnlichen Achsfolge B1. Sie war der letzte Entwurf für Schnellzuglokomotiven von William Stroudley. Zwischen 1882 und 1891 wurden in den Werkstätten der LB&SCR in Brighton 36 Exemplare gebaut. Die letzte Maschine wurde 1933 ausgemustert.

## Geschichte
Um 1880 genügten die vorhandenen Lokomotiven nicht mehr für die Schnellzüge zwischen London und Brighton. Bislang waren Lokomotiven der Klassen D3 und B (Richmonds) eingesetzt, die jedoch nicht genügend Leistung für die schnelleren und schwereren Züge erbrachten. Für die neue Lokomotive wählte Stroudley, abweichend von anderen britischen Bahnen, nicht die Achsfolge 1A1 oder 2A1, sondern B1. Diese kompakten Lokomotiven ermöglichten eine Leistungssteigerung, ohne dass größere Drehscheiben notwendig wurden.
Die erste Lokomotive wurde 1882 mit der Nummer 214 geliefert und erhielt nach dem damaligen britischen Premierminister William Ewart Gladstone den Namen Gladstone. Sie kostete damals 2655 £, was 2025 einem Gegenwert von knapp 400.000 Euros entsprach. Obwohl viele Ingenieure die Achsfolge der Gladstone skeptisch betrachteten und aufgrund der führenden Triebräder großen Durchmessers Entgleisungen befürchteten, hatte die Gladstone auch bei hohen Geschwindigkeiten einen ruhigen, stabilen Lauf, so dass nach einem Jahr Probebetrieb weitere Lokomotiven folgten. Bis 1887 folgten die sechs Lokomotiven mit den Nummern 215 bis 220, danach folgten bis 1891 weitere 29 Lokomotiven, die von der Nummer 200 absteigen nummeriert wurden, womit die Nummer 172 Littlehampton die neuste Lokomotive war.
Die Lokomotive Nummer 189 Edward Blount wurde auf der Weltausstellung Paris 1889 ausgestellt und erhielt eine Goldmedaille. Bei anschließenden Versuchsfahrten auf dem Streckennetz der Chemins de fer de Paris à Lyon et à la Méditerranée (PLM) erreichte sie mit einem schweren Zug auf ebener Strecke eine Spitzengeschwindigkeit von 112 km/h (69,5 mph).
Die Gladstones wurden in den Schnellzugdiensten London–Brighton von den Atlantic-Lokomotiven der H2 verdrängt. Die erste ausgemusterte Lokomotive war die 1910 ausgemusterte Nr. 215 Salisbury, die bis zu ihrer Ausmusterung 1,46 Mio. Kilometer (909.132 Meilen) zurückgelegt hatte.
Die 1923 gegründete Southern Railway (SR) übernahm noch 20 Lokomotiven der Klasse B1. Der Betriebsnummer wurde ein B vorangestellte, das für das Herstellerwerk, die LB&SCR-Werkstätte in Brighton stand. Bei der Umnummerierung 1924 waren noch drei Lokomotiven im Bestand, die letzte wurde 1933 ausgemustert.

## Erhaltene Lokomotive

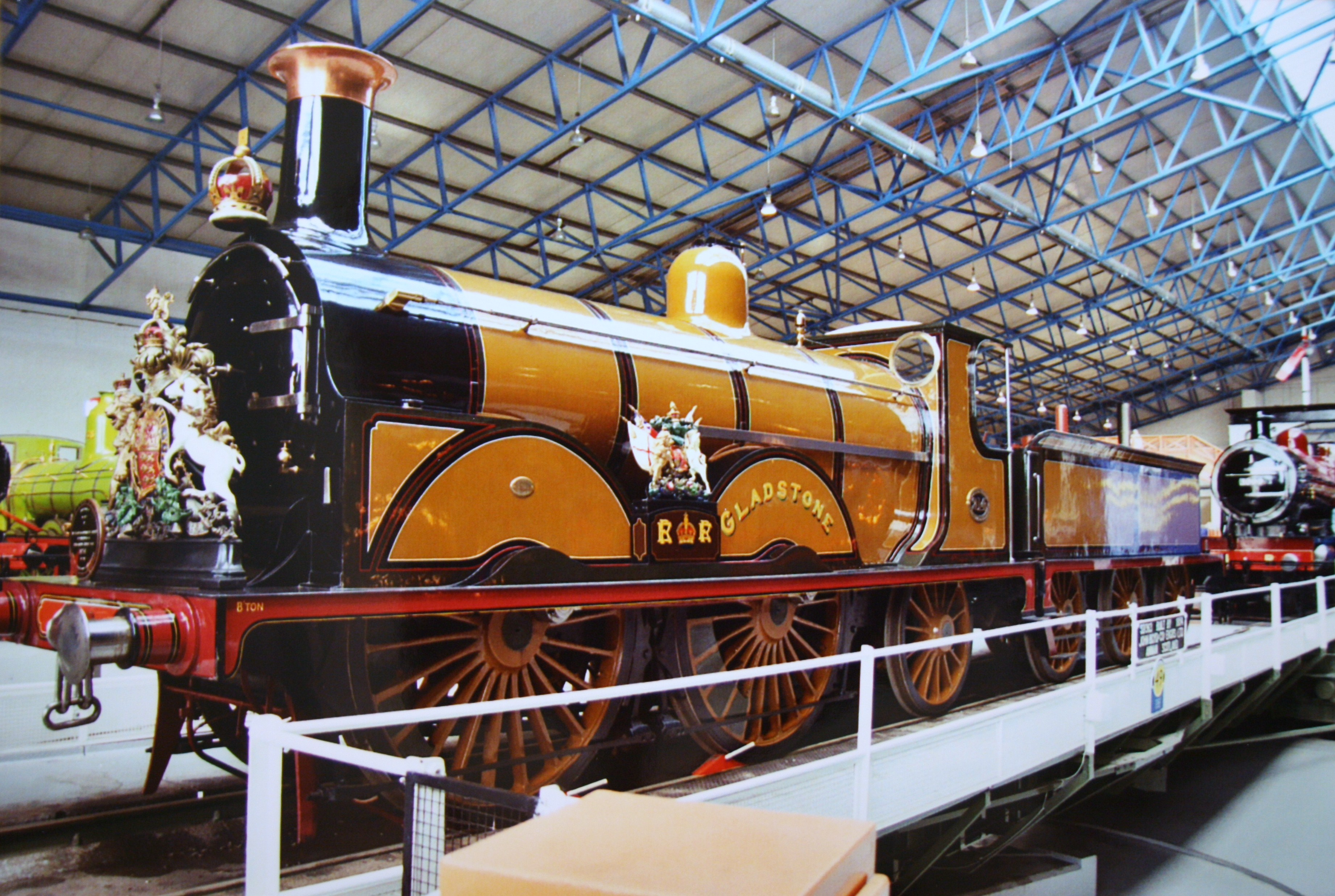
Nr. 214 Gladstone im Eisenbahnmuseum York

Im Jahre 1927 rettete die Stephenson Locomotive Society die erste Lokomotive der Klasse, die Nummer 214 Gladstone vor der Verschrottung. Die Gesellschaft kaufte die Lokomotive von der Southern Railway und ließ sie restaurieren, was sie zu einer der ersten Lokomotiven machte, die von einer privaten Gesellschaft als historisches Kulturgut erhalten wurden. Die Gesamtkosten der Aktion beliefen sich auf 8000 £, was 2025 einem Gegenwert von gut einer halben Million Euro entsprach. Die Lokomotive blieb im Besitz der Stephenson Locomotive Society, wurde aber der London and North Eastern Railway (LNER) übergeben, die sie in ihrem Museum in York aufstellte. 1959 schenkte die Stephenson Locomotive Society die Lokomotive dem National Railway Museum in York, weil das Geld für einen Neuanstrich fehlte.

## Technik

Nr. 182 Hastings

Die Lokomotiven der Klasse B1 hatten zwei große Kuppelradsätze mit Rädern von beinahe zwei Metern Durchmesser und eine hinter der Feuerbüchse angeordnete Laufachse. Stroudleys Entscheidung für diese Achsfolge wurde kritisiert, da andere Ingenieure Entgleisungen befürchteten. Stroudley argumentierte jedoch, dass die erste Achse die höchste Achslast tragen würde und der gute Zustand der LB&SCR-Strecken einen ruhigen Lauf der Maschine erwarten ließe. Aufgrund der ungewöhnlichen Achsfolge schenkte er dem Massenausgleich und dem Radprofil des vorlaufenden Kuppelradsatzes besondere Beachtung. Für die Radreifen wurde ein besonders harter Stahl verwendet, wobei für den ersten Radsatz ein vom Standard abweichendes Radprofil verwendet wurde.
Auch der Federung wurde besondere Aufmerksamkeit zuteil: Die führende Achse war mit Blattfedern ausgestattet, während die zweite Achse weichere Schraubenfedern hatte. Zusätzlich war der vorlaufende Radsatz mit einem von Stroudley entwickelten Dampfstrahlschmiersystem ausgerüstet, das die Abnutzung verringern sollte. Die spezielle Federung, die harten Radreifen sowie das Schmiersystem führten jedoch zu höheren Unterhaltskosten im Vergleich zu Lokomotiven anderer Bahnen.
Stroudleys Gründlichkeit bei der Konstruktion bewährte sich. Die Gladstones wiesen einen ruhigen Lauf auf und während ihrer gesamten Dienstzeit kam es zu keinem Unfall, der auf das ungewöhnliche Fahrwerk zurückzuführen war.
Der Kessel erwies sich als hervorragender Dampferzeuger, was hauptsächlich der großen Feuerbüchse zu verdanken war, die zwischen dem hinteren Treibradsatz und der Laufachse platziert war. Das Triebwerk war mit Innenzylinder ausgestattet, deren Flachschieber durch eine Stephenson-Steuerung bewegt wurden.

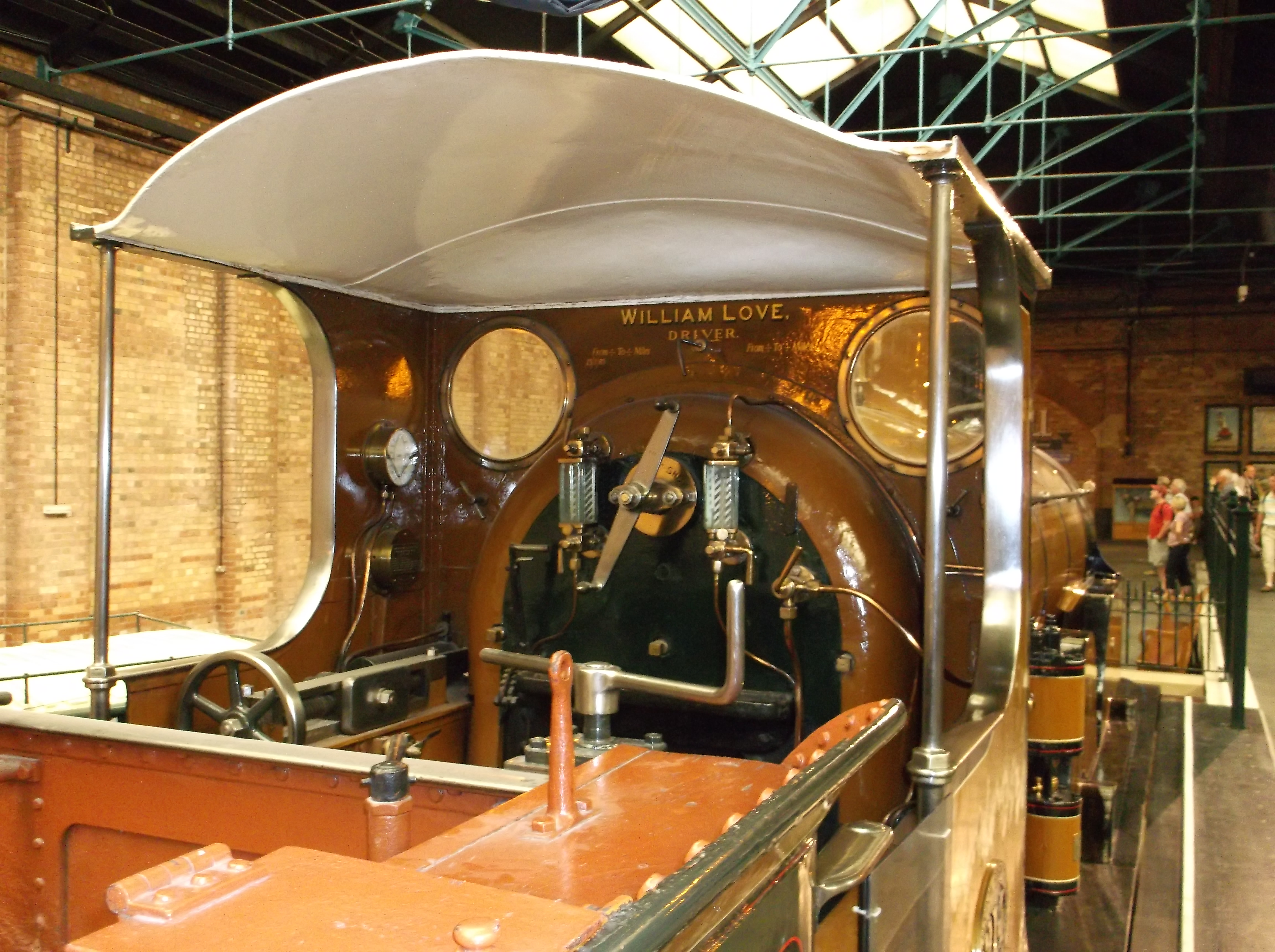
Führerstand der Gladstone

Die B1-Lokomotiven waren einfach und robust ausgeführt. Als besonderes Merkmal verfügten sie über eine Einrichtung, die einen Teil des Abdampfs kondensierte und dem Speisewasser zuführte. Die bereits für die Westinghouse-Druckluftbremse vorhandene Luftpumpe wurde auch zur pneumatischen Unterstützung der Umsteuerung genutzt. Für die damalige Zeit hatten die Lokomotiven ein komfortables Führerhaus, das mit diversen Sondereinrichtungen ausgestattet war. Nicht nur waren die Wasserstandsanzeiger nachts elektrisch beleuchtet, es gab auch einen elektrischen Passagieralarm, einen Vorläufer der Notbremse, mit dem die Fahrgäste den Lokomotivführer über eine Notsituation informieren konnten, sowie einen Geschwindigkeitsmesser, was damals noch keine Selbstverständlichkeit war. Stroudley hatte ihn selbst entwickelt. Er bestand aus einem Wasserstandsanzeiger mit Schwimmer der mit einem kleinen Vorratsbehälter verbunden war. Eine von der Laufachse über einen Riemen angetriebene kleine Pumpe förderte mit zunehmender Geschwindigkeit mehr Wasser in Richtung des Wasserstandsanzeigers, so dass die Geschwindigkeit anhand Markierungen auf dem Wasserstand neben dem aufsteigenden Schwimmer abgelesen werden konnte.
Die Lokomotiven waren mit dreiachsigen Schlepptendern gekuppelt. Unter Lawson Billinton, dem Nachfolger von Stroudley, erhielten die Tender Holzaufsätze, die verhinderten, dass während der Fahrt Kohle verloren ging, sowie einen zusätzlichen Rahmentank zur Vergrößerung des Wasservorrats.